# Dana Scully
L'agent especial Dana Scully és un dels personatges principals de la sèrie nord-americana Expedient X juntament amb el seu company l'agent Fox Mulder a l'FBI investiguen casos inexplicables. L'actriu Gillian Anderson l'interpreta a la pantalla. És el personatge principal que més a aparegut al llarg de la sèrie. També apareix a les dues pel·lícules basades en la sèrie.
Durant les primeres temporades, fa de contrapunt científic i escèptic a l'agent Fox Mulder, un personatge totalment oposat al seu, basat en la intuïció i la seva voluntat de creure. S'ha escapat de la mort diverses vegades durant la sèrie, i almenys dos episodis suggereixen que pot ser "immortal".

## Fitxa del personatge
- Nom complet: Dana Katherine Scully
- Sobrenom: Starbuck (donat pel seu pare després d'un personatge de la novel·la de Moby Dick)
- Data de naixement: 23 de febrer de 1964
- Mida: 1,57 m
- Pel roig
- Ulls blaus
- Professió: agent especial de l'FBI
- Targeta FBI: JTT0331613
- ID: # 2317-616
- Inici: (202) 555-6431
- Cel·la: (222) 555-3564
- Estat familiar:
- Viuria fugaçment amb Fox Mulder.
- Arma: Smith & Wesson 1056 (9 mm)
- En cas d'emergència: Notifiqueu a Margaret Scully (mare)
- Afiliació religiosa: Església Catòlica (N.B .: testament vital registrat).
- Característiques especials: tatuatge Ouroboros a la part inferior de l'esquena. La van haver de retirar per motius mèdics. Té una cicatriu a la base del coll després de la seva eliminació.

## Biografia de la sèrie

### Estudis
- Llicenciada en física a la Universitat de Maryland el 1986. Informe de tesi: La paradoxa del bessó d'Einstein, una nova interpretació (traduïda en la versió francesa com: "Einstein i la curvatura de l'espaitemps, una nova interpretació").

- Llicenciada en medicina per la Universitat Stanford, especialitat en “Patologia Forense”.

- Es va graduar de l'FBI a l'Acadèmia Quantico el 1992.

### Carrera
- 1991: El FBI la contacta per ensenyar medicina forense amb la seva experiència en coneixements forenses i autòpsies al centre de formació Quantico de Virgínia. Va acceptar l'oferta, en contra dels consells del seu pare, creient que era la millor manera de demostrar-se.

- 1993: és traslladada al Departament d'Afers Sense Classificació, al costat de l'agent Fox Mulder, on aplica regularment les seves habilitats mèdiques, que sovint seran decisives en la resolució de casos durant la sèrie.

### L'agent Scully i els Expedients X
L'agent Dana Scully accedeix al Departament d'Afers No Classificats per tal d'assistir a l'agent Fox Mulder en els seus assumptes, fent “un relat detallat de les seves activitats, així com un informe sobre la validesa i la utilitat d'aquest treball”. La sèrie comença per la seva arribada al departament d'afers no classificats, on Mulder va treballar sol fins aquell moment.
En primer lloc, un membre de l'equip imposat a Mulder per la seva jerarquia, amb l'únic objectiu de frenar i fer menys creïble la seva investigació, es converteix gradualment en un aliat inquebrantable, el suport essencial de Mulder en la seva recerca de la Veritat. En diverses ocasions, Scully afirma que no posa en perill la seva carrera professional per a ningú excepte Mulder. Aviat es veu atrapada per la passió de la seva parella per la seva investigació i, al seu torn, es va especialitzant en la seva feina en casos no classificats, una feina que l'FBI no enveja molt. L'evolució de la relació entre els dos personatges principals, que oscil·la entre una poderosa amistat i una relació romàntica platònica, és també un dels principals atractius de la sèrie.